# Amstel Gold Race 1986
De 21ste editie van de Amstel Gold Race vond plaats op 26 april 1986. Het parcours, met start in Heerlen en finish in Meerssen, had een lengte van 242 kilometer. Aan de start stonden 154 renners, waarvan 51 de finish bereikten.

## Uitslag
| rang | renner             | land                | tijd       |
| ---- | ------------------ | ------------------- | ---------- |
| 1    | Steven Rooks       | Nederland           | 6u 08' 12" |
| 2    | Joop Zoetemelk     | Nederland           | z.t.       |
| 3    | Ronny Van Holen    | België              | op 37"     |
| 4    | Joey McLoughlin    | Verenigd Koninkrijk | z.t.       |
| 5    | Teun van Vliet     | Nederland           | z.t.       |
| 6    | Adrie van der Poel | Nederland           | z.t.       |
| 7    | Francesco Moser    | Italië              | z.t.       |
| 8    | Marc Sergeant      | België              | z.t.       |
| 9    | Claude Criquielion | België              | z.t.       |
| 10   | Nico Emonds        | België              | z.t.       |

1966 · 1967 · 1968 · 1969 · 1970 · 1971 · 1972 · 1973 · 1974 · 1975 · 1976 · 1977 · 1978 · 1979 · 1980 · 1981 · 1982 · 1983 · 1984 · 1985 · 1986 · 1987 · 1988 · 1989 · 1990 · 1991 · 1992 · 1993 · 1994 · 1995 · 1996 · 1997 · 1998 · 1999 · 2000 · 2001 · 2002 · 2003 · 2004 · 2005 · 2006 · 2007 · 2008 · 2009 · 2010 · 2011 · 2012 · 2013 · 2014 · 2015 · 2016 · 2017 · 2018 · 2019 · 2020 · 2021 · 2022 · 2023 · 2024

Lijst van beklimmingen